# Taterillus congicus
Taterillus congicus е вид гризач от семейство Мишкови (Muridae). Видът не е застрашен от изчезване.

## Разпространение и местообитание
Разпространен е в Демократична република Конго, Камерун, Централноафриканска република, Чад и Южен Судан.
Обитава гористи местности и савани в райони с тропически климат, при средна месечна температура около 25,2 градуса.